# USS Sea Devil (SS-400)
Pour les autres navires du même nom, voir USS Sea Devil.
L'USS Sea Devil (SS/AGSS-400) est un sous-marin de la classe Balao construit pour l'United States Navy pendant la Seconde Guerre mondiale.
Construit au chantier naval Portsmouth Naval Shipyard de Kittery, dans le Maine, sa quille est posée le 18 novembre 1943, il est lancé le 28 février 1944, parrainé par Mme Sherman K. Kennedy et mis en service le 24 mai 1944, sous le commandement du commander Ralph E. Styles.

## Seconde Guerre mondiale
Le Sea Devil appareille le 11 juillet 1944 pour rejoindre son port d'attache, Pearl Harbor. Le 9 août, le submersible rejoint la 281e division de sous-marins pour sa première patrouille de guerre. Le 16 septembre, alors qu'il patrouille au large de Honshū, il torpille et coule deux patrouilleurs sampan.
Le Sea Devil mène des patrouilles près du Japon, profitant du mois d'octobre un réaménagement à Majuro. En novembre, il se dirige vers la côte de Kyūshū où, du 1er au 9 décembre, il torpille et coule l'Akigawa Maru et le Hawaii Maru, rencontre et torpille les contacts ennemis. De la mi-décembre à la fin du mois, le Sea Devil patrouille au large d'Okinawa avant de retourner à Pearl Harbor. Du 7 février 1945 au 29 mars 1945, le Sea Devil s'entraîne aux tactiques Rudeltaktik, patrouille en mer Jaune avec trois sous-marins américains, localise et secourt des pilotes abattus, tout en mouillant des mines. En avril, il attaque et détruit sept navires au cours duquel il est décoré de la Navy Unit Commendation à Midway. En mai, le Sea Devil patrouille en Chine orientale et en mer Jaune avec deux autres sous-marins. Pendant le mois de juin, il patrouille dans la péninsule du Shandong et au large de la Corée et détruit un cargo, coule un chalutier et en attaque d'autres, tout en menant des opérations de recherche et de sauvetage. En juillet, il rejoint Guam pour un radoub. Après la reddition du Japon, il mène des opérations de recherche de mines et rejoint sept autres sous-marins opérant à partir de la baie de Subic pour des opérations d'entraînement.

## Après-guerre
D'avril 1946 à octobre 1947, il participe aux entraînements de lutte anti-sous-marine, opère à Hawaï, puis effectue une tournée en Extrême-Orient. À partir de janvier 1948, le sous-marin est placé en réserve et retiré en service en septembre. En mars 1951, il reprend du service et opère à Hawaï en raison des hostilités en Corée. En septembre, il retourne sur la côte ouest et dispense d'une formation de lutte ASM pour la Fleet Air Wing 4 dans le Puget Sound. En juillet 1960, le Sea Devil est renommé AGSS-400. De 1961 à 1963, il effectue des opérations d'entraînement au large de la côte ouest et effectue deux déploiements dans le Pacifique occidental. En février 1964, il est finalement désarmé puis rayé du Naval Vessel Register en juillet.

## Décorations
Le Sea Devil a reçu trois battle stars pour son service pendant la Seconde Guerre mondiale.